# Scheloribates kraepelini
Scheloribates kraepelini är en kvalsterart som först beskrevs av Berlese 1908.  Scheloribates kraepelini ingår i släktet Scheloribates och familjen Scheloribatidae. Inga underarter finns listade i Catalogue of Life.